# 八百姫
八百姫（やおひめ、天保10年2月19日（1839年4月2日） – 明治10年（1877年）7月17日）は、薩摩藩の一門重臣島津貴敦の正室。父は八戸藩主・南部信順（薩摩藩主島津重豪の十四男）。

## 生涯
八百姫は天保10年（1839年）に八戸藩江戸屋敷にて南部信順の娘として誕生した。幼名は朝（あさ）。嘉永4年（1851年）3月に垂水島津家の島津貴敦に嫁いだ。薩摩藩主島津斉彬の書状に「南部娘」という記述が見られ、一時期は徳川家定の御台所候補として挙げられたこともある。
八百姫の墓所は鹿児島県垂水市にあり、地元では垂水人形保存会による「八百姫人形」の垂水人形もつくられている。